# Liste buddhistischer Patriarchen
Diese Liste buddhistischer Patriarchen enthält die buddhistischen Patriarchen verschiedener Strömungen.

## Die Anfänge
Im Zen-Buddhismus wird die Vorstellung vertreten, dass die Lehre des Buddhismus durch persönliche Dharma-Übertragung, ausgehend vom Buddha Śākyamuni, über eine Folge von Patriarchen bis in die heutige Zeit überliefert wurde. Die historische Korrektheit der Patriarchenfolge wie sie hier aufgelistet ist, ist in den Geschichtswissenschaften umstritten.
In verschiedenen anderen buddhistischen Traditionen haben die Patriarchen weniger Relevanz.
1. Śākyamuni (शाक्यमुनि)

Er übertrug an 10 seiner Schüler das Dharma
- Śāriputra (Sharishi)
- Maudgalyāyana auch Kolita oder Moggalana (Mokuren)
- Mahākāśyapa (Makakashō), geb. als Pippalayana
- Aniruddha (Anaritsu)
- Subhūti (Subodai)
- Pūrṇa-Maitrayanīputra (Furuna)
- Katyama (Kasennen)
- Upāli (Upari)
- Rāhula, der Sohn von Shakyamuni (Ra-un)
- Ānanda

## Zen-Schule

### Indische Zen-Patriarchen
Die Gründungslegende des Zen führt die Dharmaübertragungen zurück bis zu Mahākāśyapa. Hiernach spricht man von den folgenden klassischen indischen Patriarchen des Buddhismus.
|    | Sanskrit                     | Chinesisch                   | Vietnamesisch                 | Japanisch       | Koreanisch             |
| 1  | महाकश्यप / Mahākāśyapa         | 摩訶迦葉 / Móhējiāyè         | Ma-ha-ca-diếp                 | Makakashyo      | 마하가섭 / Mahagasŏp   |
| 2  | Ānanda                       | 阿難陀 / Ānántuó             | A-nan-đà                      | Anan            | 아난다 / Ananda        |
| 3  | Śānavāsa                     | 商那和修 / Shāngnàhéxiū      | Thương-na-hòa-tu              | Shonawashu      | 상나화수 / Sanahwasa   |
| 4  | Upagupta                     | 優婆掬多 / Yōupójúduō        | Ưu-ba-cúc-đa                  | Ubakikuta       | 우바국다 / Ubagupta    |
| 5  | Dhrtaka                      | 提多迦 / Dīduōjiā            | Đề-đa-ca                      | Daitaka         | 제다가 / Chedaga       |
| 6  | Miccaka                      | 彌遮迦 / Mízhējiā            | Di-dá-ca                      | Mishaka         | 미차가 / Michaga       |
| 7  | Vasumitra                    | 婆須密 / Póxūmì              | Bà-tu-mật                     | Bashumitsu      | 바수밀다 / Pasumilta   |
| 8  | Buddhanandi                  | 浮陀難提 / Fútuónándī        | Phật-đà-nan-đề                | Buddanandai     | 불타난제 / Pŭltananje  |
| 9  | Buddhamitra                  | 浮陀密多 / Fútuómìduō        | Phục-đà-mật-đa                | Buddamitta      | 복태밀다 / Puktaemilda |
| 10 | Pārśva                       | 婆栗濕婆 / Pólìshīpó         | Bà-lật-thấp-bà / Hiếp-tôn-giả | Barishiba       | 협존자 / Hyŏpjonje     |
| 11 | Punyayaśas                   | 富那夜奢 / Fùnàyèshē         | Phú-na-dạ-xa                  | Funayasha       | 부나야사 / Punayasa    |
| 12 | Ānabodhi / Aśvaghoṣa         | 阿那菩提 / Ānàpútí           | Mã Minh                       | Anabotei        | 마명 / Mamyŏng         |
| 13 | Kapimala                     | 迦毘摩羅 / Jiāpímóluó        | Ca-tỳ-ma-la                   | Kabimara        | 가비마라 / Kabimara    |
| 14 | Nāgārjuna                    | 龍樹 / Lóngshù               | Long Thụ                      | Ryusho          | 용수 / Yongsu          |
| 15 | Kānadeva                     | 迦那提婆 / Jiānàtípó         | Ca-na-đề-bà                   | Kanadaiba       | 가나제바 / Kanajeba    |
| 16 | Rāhulata                     | 羅睺羅多 / Luóhóuluóduō      | La-hầu-la-đa                  | Ragorata        | 라후라다 / Rahurada    |
|    | Pingala Suryasoma Kumarajiva | . 鳩摩羅什 / Jiūmóluóshí     | . Cưu-ma-la-thập              | . 鳩摩羅什      | . 쿠마라지바           |
| 17 | Sanghānandi                  | 僧伽難提 / Sēngqiénántí      | Tăng-già-nan-đề               | Sōgyanandai     | 승가난제 / Sŭngsananje |
| 18 | Sanghayaśas                  | 僧伽舍多 / Sēngqiéshèduō     | Tăng-già-da-xá                | Sogyayasha      | 가야사다 / Kayasada    |
| 19 | Kumārata                     | 鳩摩羅多 / Jiūmóluóduō       | Cưu-ma-la-đa                  | Kumarada        | 구마라다 / Kumarada    |
| 20 | Śayata                       | 闍夜多 / Shéyèduō            | Xà-dạ-đa                      | Jayana          | 사야다 / Sayada        |
| 21 | Vasubandhu                   | 世親 / Shìqīn                | Thế Thân                      | Bashyubanzu     | 바수반두 / Pasubandu   |
| 22 | Manorhita                    | 摩拏羅 / Mónáluó             | Ma-noa-la                     | Manura          | 마나라 / Manara        |
| 23 | Haklenayaśas                 | 鶴勒夜那夜者 / Hèlèyènàyèzhě | Hạc-lặc-na                    | Kakurokuyasha   | 학륵나 / Haklŭkna      |
| 24 | Simhabodhi                   | 師子菩提 / Shīzǐpútí         | Sư-tử-bồ-đề                   | Shishibodai     | 사자 / Saja            |
| 25 | Vasiasita                    | 婆舍斯多 / Póshèsīduō        | Bà-xá-tư-đa                   | Bashashita      | 바사사다 / Pasasada    |
| 26 | Punyamitra                   | 不如密多 / Bùrúmìduō         | Bất-như-mật-đa                | Funamitta       | 불여밀다 / Punyŏmilta  |
| 27 | Prajñātāra                   | 般若多羅 / Bānruòduōluó      | Bát-nhã-đa-la                 | Hannyatara      | 반야다라 / Panyadara   |
| 28 | धर्म / Dharma                 | 達磨 / Dámó                  | Đạt-Ma                        | だるま / Daruma | 달마 / Dalma           |

### Chinesische Chan-Patriarchen
Bodhidharma zählt auch als erster Patriarch des Chan-Buddhismus. Es folgt die Liste der chinesischen Patriarchen.

#### Die ersten sechs chinesischen Patriarchen und ihre Schüler
1. Bodhidharma 菩提達磨 (Bodaidaruma)
2. Huìkě 慧可 (Eka) 487–593
3. Sēngcàn 僧璨 (Sōsan) ?–606
  - Vinītaruci 毘尼多流支 oder 滅喜, vi. Tì-ni-đa-lưu-chi, Diệt Hỉ, ?~594, erste Übertragung des Zen nach Vietnam, Gründung der Vinītaruci-Schule 滅喜禪派.
4. Dàoxìn 道信 (Dōshin) 580–651
  - Fǎróng 法融 (Hōyū) 594–657, Gründung der Ochsenkopf-Schule
    - Zhìyán 智巖 (Chigan) 600–677
      - Huìfāng 慧方 (Ehō) 629–695
        - Fǎchí 法持 (Hōji) 635–702
          - Zhìwēi 智威 (Chii) 646–722
            - Huìzhōng 慧忠 (Echū) 683–769
            - Xuánsù 玄素 (Genso)
              - Jìngshān Dàoqīn 徑山道欽 (Kinzan Dōkin) 714–792
5. Hóngrěn 弘忍 (Kōnin) 601–674
  - Shénxiù  神秀 (Jinshū) um 605–706, Gründung der Nordschule
    - Yìfú 義福 (Gifuku) 658–736
    - Pǔjì 普寂 (Fujaku) 651–739
      - Dàoxuán 道璿 (Dōsen) 702–760
      - Nányuè Míngzàn 南嶽明瓚 (Nangaku Myōsan)

  - Zhìshēn 智詵 (Chisen) 609–702, Gründung der Szechwan-Schule
    - Chùjì 處寂 (Shojaku) 648–734
      - Wúxiàng 無相 (Musō) 684–762
        - Wúzhù 無住 (Mujū) 714–774
6. Huìnéng 慧能 (Daikan Enō) 638–713, Gründung der Südschule
  - Hézé Shénhuǐ 荷澤神會 (Kataku Jinne) 670–762, Gründung der Kataku-Schule
    - Wǔtái Wúmíng 五臺無名 (Godai Mumyō) 722–793
    - ?
      - ?
        - Suìzhōu Dàoyuán 遂州道圓 (Suishū Dōen), Guīfēng Zōngmì 圭峰宗密 (jap. Keihō Shūmitsu)

  - Yǒngjiā Xuánjué 永嘉玄覺 (Yōka Genkaku) 665–713
  - Nanyang Huizhong 南陽慧忠 (Nanyō Echū) 675–775
    - Danyuan Yingzhen 耽源應真 (Tangen Ōshin)

  - Qingyuan Xingsi 青原行思 (Seigen Gyōshi) 660–740, Erste Hauptlinie der Tang-Zeit
    - Shitou Xiqian 石頭希遷 (Sekitō Kisen) 700–790
      - Yàoshan Weiyan 藥山惟儼 (Yakusan Igen) 745–828
        - Yunyan Tansheng 雲儼曇晟 (Ungan Donjō) 780–841
          - Dongshan Liangjie 洞山良价 (Tōzan Ryōkai) 807–869, Gründung der Caodong-Schule, (jap. Sōtō-Schule)

        - Daowu Yuanzhi  道吾圓智 (Dōgo Enchi) 769–835
          - Shishuang Qingzhu  石霜慶諸 (Sekisō Keisho) 807–888
            - Zhangzhuo Xiucai 張拙秀才 (Chōsetsu Shūsai)

      - Tianhuang Daowu  天皇道悟 (Tennō Dōgo) 748–807
        - Longtan Chongxin  龍潭崇信 (Ryōtan Sūshin)
          - Deshan Xuanjian  德山宣鑑 (Tokusan Senkan) 782–865
            - Yantou Quanhuo  巖頭全豁 (Gantō Zenkatsu) 828–887
              - Ruiyan Shiyan  瑞巖師彥 (Zuigan Shigen)

            - Xuefeng Yicun 雪峰義存 (Seppō Gison) 822–908
              - Yunmen Wenyan 雲門文偃 (Ummon Bun'en) 864–949, Gründung der Yunmen-Schule (jap. Ummon-Schule)
              - Xuansha Shibei 玄沙師備 (Gensha Shibi) 835–908
                - Luohan Guichen  羅漢桂琛 (Rakan Keijin) 867–928
                  - Fayan Wenyi 法眼文益 (Hōgen Bun'eki) 885–958, Gründung der Fayan-Schule (jap. Hōgen-Schule)

  - Nanyue Huairang 南嶽懷讓 (Nangaku Ejō) 677–744, Zweite Hauptlinie der Tang-Zeit
    - Mazu Daoyi 馬祖道一 (Baso Dōitsu) 709–788
      - Baizhang Huaihai 百丈懷海 (Hyakujō Ekai) 720–814
        - Huangbo Xiyun 黃蘗希運 (Ōbaku Kiun) ?–850
          - Linji Yixuan 臨濟義玄 (Rinzai Gigen) ?–866, Gründung der Linji-Schule (jap. Rinzai-Schule)

        - Guishan Lingyou 潙山靈祐 (Isan Reiyū) 771–853, Gründung der Guiyang -Schule (jap. Igyo-Schule)
        - Wúyántōng, vi. Vô Ngôn Thông 無言通 (auch Bất Ngôn Thông 不言通), ?~826, zweite Übertragung des Zen nach Vietnam.

      - Nanquan Puyuan 南泉普願 (Nansen Fugan) 748–835
        - Changsha Jingcen 長沙景岑 (Chōsha Keijin) ?–868
        - Zhaozhou Congshen 趙州從諗 (Jōshū Jūshin) 778–897

      - Damei Fachang 大梅法常 (Daibai Hōjō) 752–839
        - Hangzhou Tianlong 杭州天龍 (Kōshū Tenryū)
          - Juzhi 俱胝 (Gutei)

#### Die Fünf Häuser

##### Guiyang (Igyo)
- Guishan Lingyou 潙山靈祐 (Isan Reiyū) 771–853
  - Xiangyan Zhixian 香嚴智閑 (Kyōgen Chikan) ?–898
  - Yangshan Huiji 仰山慧寂 (Kyōzan Ejaku) 807–883
    - Nanta Guangyong 南塔光涌 (Nantō Kōyū) 850–938
      - Bajiao Huiqing 芭蕉慧清 (Bashō Esei)
        - Xingyang Qingyang 興陽清讓 (Kōyō Shinjō)

##### Linji (Rinzai)
- Linji Yixuan 臨濟義玄 (Rinzai Gigen) ?–866
  - Sansheng Huiran 三聖慧然
  - Xinghua Cunjiang 興化存獎 (Kōke Zonshō) 830–888
    - Nanyuan Huiyong 南院慧顒 (Nan'in Egyō) ?–930
      - Fengxue Yanzhao 風穴延沼 (Fuketsu Enshō) 896–973
        - Shoushan Shengnian 首山省念 (Shuzan Shōnen) 926–993
          - Fenyang Shanzhao 汾陽善昭 (Fun'yo Zenshō) 942–1024
            - Shishuang Chuyuan 石霜楚圓 (Sekisō Soen) 986–1039
              - Yangqi Fanghui 楊岐方會 (Yōgi Hōe) 992–1049 Gründung der Yōgi-Schule
                - Baiyun Shouduan 白雲守端 (Hakuun Shutan) 1025–1072
                  - Wuzu Fayan 五祖法演 (Goso Hōen) 1024?–1104
                    - Kaifu Daoning 開福道寧 (Kaifuku Dōnei)
                      - Yuehan Shanguo 月菴善果 (Gettan Zenka)
                        - Laoan Zudeng 老衲祖燈 (Rōnō Sotō)
                          - Yuelin Shiguan 月林師觀 (Gatsurin Shikan) 1143–1217
                            - Wumen Huikai 無門慧開 (Mumon Ekai) 1183–1260 Verfasser des Mumonkan
                              - Xindi Juexin  心地覺心 (Shinchi Kakushin) 1207–1298 Hottō-Linie

                    - Yuanwu Keqin 圓悟克勤 (Engo Kokugon) 1063–1135 Verfasser des Hekiganroku
                      - Huguo Jingyuan 護國景元 (Gokoku Keigen)
                        - Huoan Shiti 或菴師體 (Wakuan Shitai) 1108–1179

                      - Huqiu Shaolong 虎丘紹隆 (Kukyū Jōryū) 1077–1136
                        - Yingan Tanhua 應庵曇華 (Ōan Donge) 1103–1163
                          - Mian Xianjie 密庵咸傑 (Mittan Kanketsu) 1118–1186
                            - Songyuan Chongyue 松源崇嶽 (Shōgen Sūgaku) 1139–1209
                              - Wuming Huixing 無明慧性 (Mumyō Eshō)
                                - Lanxi Daolong 蘭溪道隆 (Rankei Dōryū/Daikaku) 1213–1278
                                  -                                     - Ishin Sūden 1569–1633 (Japaner)

                                  - Yakuō Tokken 1244–1320 (Japaner)
                                    - Jakushitsu Genkō 1290–1367 (Japaner)

                              - Yunan Puyan 運庵普巖 (Un'an Fugan) 1156–1226
                                - Xutang Zhiyu 虛堂智愚 (Kidō Chigu) 1185–1269
                                  - (jap.) Nampo Jōmyō 南浦紹明 (Daiō Kokushi 大應國師) 1235–1309 Hauptlinie der japanischen Rinzai-Schule

                            - Poan Zuxian 破庵祖先 (Hoan Sosen) 1136–1211
                              - Wuzhun Shifan 無準師範 (Bushun Shihan) 1177–1249 Anfang der Gozan-Bewegung
                                - Wuxue Zuyuan 無學祖元 (Mugaku Sogen) 1226–1286
                                  - Kōhō Kennichi 1241–1316
                                    - Musō Soseki 1275–1351 Musō-Linie

                                - Enni Ben’en 圓爾辨圓 (Shōichi Kokushi) 1201–1280 Shōichi-Linie
                                - Xueyan Zuqin 雪巖祖欽 (Setsugan Sokin)
                                  - Gaofeng Yuanmiao 高峰原妙 (Kōhō Gemmyō) 1238–1295
                                    - Zhongfeng Mingben 中峰明本 (Chūhō Myōhon) 1263–1323 Genjū-Linie

                                - Wan-chi Hsing-mi (pinyin?) (Gangyoku Gyōmi)
                                  - Yishan Yining 一山一寧 (Issan Ichinei) 1247–1317
                                    - Kokan Shiren 1278–1346
                                    - Sesson Yūbai 1290–1346

                                - Wūān Pǔníng 兀菴普寧, (Gottan Funei) 1197–1276

                      - Dahui Zonggao 大慧宗杲 (Daie Sōkō) 1089–1163 Begründung des koreanischen Rinzai
                        - Fozhao Deguang 佛照德光 (Busshō Tokkō) 1121–1203
                          - Jingshan Ruyan (Kinzan Nyoen) ?–1125
                            - Huiyan Zhizhao (Maigan Chishō)

                          - Pojian Jujian 北磵居簡 (Hokkan Kokan) 1164–1246
                            - Wuchu Daguan 物初大觀 (Busso Daikan) 1201–1268

              - Huanglong Huinan 黃龍慧南 (Ōryō E'nan) 1002–1069 Gründung der Ōryo-Schule
                - Yungai Shouzhi 雲蓋守智 (Ungai Shichi) 1025–1115
                - Baofeng Kewen 寶峰克文 (Hōbō Kokumon) 1025–1102
                  - Doushuai Congyue 兜率從悅 (Tosotsu Jūetsu) 1044–1091

                - Huitang Zuxin 晦堂祖心 (Maidō Soshin) 1025–1100
                  - Sixin Wuxin 死心悟新 (Shishin Goshin) 1044–1115
                  - Lingyuan Weixin 靈源惟清
                    - Zhangling Shouzhuo 長靈守卓
                      - Yuwang Jiechen 育王介諶
                        - Wannian Tanguan 萬年曇貫 (oder Wannian Tanben 萬年曇賁)
                          - Tiantong Congjin 天童從瑾 (oder 雪庵從瑾)
                            - Xuan Huaichang 虛庵懷敞 (Koan Enjō)
                              - Myōan Eisai 明菴栄西 1141–1215 brachte Rinzai nach Japan
                                -                                   - Ryōnen Myōzen 1184–1225
                                  - Taikō Gyōyō 1163–1241
                                  - Shakuen Eichō ?–1247
                                    - Zōsō Rōyo 1193–1276
                                      - Jakuan Jōshō 1229–1316
                                        - Ryūzan Tokken 1284–1358

##### Caodong (Sōtō)
- Dongshan Liangjie 洞山良价 (Tōzan Ryōkai) 807–869
  - Yuezhou Qianfeng 越州乾峰 (Esshū Kempō)
  - Caoshan Benji 曹山本寂 (Sōzan Honjaku) 840–901
  - Yunju Daoying 雲居道膺 (Ungo Dōyō) ?–902
    - Tongan Daopi 同安道丕 (Dōan Dōfu)
      - Tongan Guanzhi 同安觀志 (Dōan Kanshi)
        - Liangshan Yuanguan 梁山緣觀 (Ryōzan Enkan)
          - Dayang Jingxuan 大陽警玄 (Taiyō Keigen) 943–1027
            - Touzi Yiqing 投子義青 (Tōsu Gisei) 1032–1083
              - Furong Daokai 芙蓉道楷 (Fuyō Dōkai) 1043–1118
                - Lumen Zijue 鹿門自覺 ?–1117
                - Dangxia Zichun 丹霞子淳 (Tanka Shijun) 1064–1117
                  - Hongzhi Zhengjue 宏智正覺 1091–1157
                    - Zide Huihui 1097–1183

                  - Zhenxie Qingliao 真歇清了 (Shinketsu Seiryō) 1089–1151
                    - Tiantong Zhongjue 天童宗珏 (Tendō Sōgyoku) 1091–1162
                      - Xuedou Zhijian 雪竇智鑑 (Setchō Chikan) 1105–1192
                        - Tiantong Rujing 天童如淨 (Tendō Nyojō) 1162–1228
                          - Dōgen Kigen 道元 (chin. Dao-yuan) 1200–1253 brachte Sōtō nach Japan

##### Yunmen (Ummon)
- Yunmen Wenyan 雲門文偃 (Ummon Bun'en) 864–949
  - Deshan Yuanmi 德山緣密 (Tokusan Emmitsu)
  - Dongshan Shouchu 洞山守初 (Tōsan Shusho)
  - Xiānglín Chéngyuăn 香林澄遠 (Kyōrin Chōon)
    - Zhimen Guangzu 智門光祚 (Chimon Kōso) ?–1031
      - Xuedou Chongxian 雪竇重顯 (Setchō Jūken) 980–1052, Dichter und Sänger des Hekiganroku

##### Fayan (Hōgen)
- Fayan Wenyi 法眼文益 (Hōgen Bun'eki) 885–958
  - Tiāntāi Désháo 天台德韶 (Tendai Tokushō) 891–972
    - Yongming Yanshou 永明延壽 (Yōmyō Enju) 904–975

### Die Japanischen Zen-Patriarchen

#### Sōtō-shū
Dōgen Kigen 道元希玄 (chin. Daoyuan) 1200–1253
- Kakuzen Ekan 覺禪懷鑒, ?–1251?
- Jakuen 寂圓, 1207–1299
  - Gi'un 義雲, 1253–1333
- Sen'e 詮慧
  - Kyōgō 經豪
- Koun Ejō 孤雲懷莊, 1198–1280
  - Gi'en 義演, ?–1314
  - Tettsū Gikai 徹通義介, 1219–1309
    - Kangan Giin 寒巖義尹, 1217–1300
    - Kyōō Unryō 恭翁運良, 1267–1341
    - Keizan Jōkin 瑩山紹瑾, 1268–1325

#### Rinzai-shū

##### Hauptlinie nach Nampo Jōmyō
- Nampo Jōmyō 南浦紹明 1235–1309
  - Hōō Soichi 峰翁祖一 1274–1357 Gettan-Nebenlinie
    - Daichū Sōshin 大蟲宗岑
      - Gettan Sōkō 月菴宗光 1326–1389

  - Shūhō Myōchō 宗峰妙超 1282–1338
    - Tettō Gikō 徹翁義亭 1295–1369
      - Gongai Sōchū 言外宗忠 1315–1390
        - Kesō Sōdon 華叟宗曇 1352–1428
          - Ikkyū Sōjun 一休宗純 [1394]-1481
          - Yōsō Sōi 養叟宗頤 1379–1458
            - Shumpo Sōki 春浦宗熙 1416–1496
              - Jitsuden Sōshin 實傳宗眞 1434–1507
                - Kogaku Sōkō 古嶽宗亘 1465–1548
                  - Shōrei Sōki 笑嶺宗訴 1489–1568
                    - Kokei Sōchin 古溪宗陳 1515–1597
                    - Ittō Shōteki 一凍紹滴 1539–1612
                      - Takuan Sōhō 澤菴宗彭 1573–1645

                    - Shun'oku Sōen 春屋宗園 1529–1611
                      - Kōgetsu Sōgan 江月宗玩 1574–1643
                      - Kobori Enshū 小堀遠州

    - Kanzan Egen 關山慧玄 1277–1360
      - Juō Sōhitsu 授翁宗弼 1296–1380
        - Muin Sōin 無因宗因 1326–1410
          - Sekkō Sōshin 雪江宗深 1408–1486 Sekkō-Linie

###### Sekkō-Linie
- Sekkō Sōshin 雪江宗深 1408–1486
  - Tokuhō Zenketsu 特芳禪傑 1419–1506
    -       -         -           - 古月禪材 1667–1751
            -               -                 - 月船禪慧 1702–1781
                  - Sengai Gibbon 仙崖義梵 1750–1837

## Die Madhyamaka-Schule 三論宗 von Kumārajīva
- Kumārajīva 鳩摩羅什, 343–413
  - Sengsong 僧嵩, (北魏僧)
    - Sengyuan 僧淵, 414–481
      - Fadu 法度, 437–500
        - Senglang 僧朗
          - Sengchuan
            - Jicang 吉藏, 549–623

  - Daosheng 道生, 355–434
  - Daoheng 道恒, 346–417
  - Tanying 曇影
  - Faqin 法欽
  - Tanwucheng 曇無成 (南朝劉宋時代僧)
  - Sengzhao 僧肇, 384–414
  - Sengrui 僧睿
  - Huiguan 慧觀
  - Sengyan 慧嚴, 363–443
  - Daorong 道融, 372–445
  - Sengquan 僧詮, (南朝梁代三論宗僧)
  - Senglang 僧朗
  - Sengqi 僧契
  - Sengqian 僧遷, (後秦時代僧)
  - Sengdao 僧導, 362–457

## Mizong 密宗 in China
Mahavairocana 大日如來 → Vajrapāṇi 金剛手 → Dharmagupta 達磨鞠多 → Śubhākarasiṃha
- Śubhākarasiṃha 善無畏, 637–735
  - Vajrabodhi 金剛智, 671?–741
    - Amoghavajra 不空金剛, 705–774

  - Yixing 一行, 683–727
  - Xuanchao 玄超
    - Huiguo 惠果, 746–805
      - Kūkai 空海, 774–835, Gründung der Shingon-shū in Japan.
      - 悟真 (Wùzhēn)
      - 慧日 (Huìrì)
      - 惟尚 (Wéishàng)
      - 義滿 (Yìmǎn)
      - 義操 (Yìcāo)
      - 法潤 (Fǎrùn)

### Shingon-shū 真言宗 in Japan

#### Dharma-Linie
Die sind die sogenannten fuhō hasso (付法八祖):
1. Mahāvairocana (jap. 大日如来, Dainichi Nyorai)
2. Vajrasattva (金剛薩埵, Kongōsatta)
3. Nāgārjuna (龍猛菩薩, Ryūmō- bzw. Ryūju-bosatsu)
4. Nāgabodhi (龍智菩薩, Ryūchi-bosatsu)
5. Vajrabodhi (金剛智三蔵, Kongōchi-sanzō)
6. Amoghavajra (不空三蔵, Fukū-sanzō)
7. Huìguǒ (恵果阿闍梨, Keika-ajari)
8. Kūkai (弘法大師, Kōbō-daishi)

#### Mikkyō-Linie
Die sind die sogenannten denji hasso (伝持八祖):
1. Nāgārjuna (龍猛菩薩, Ryūmō- bzw. Ryūju-bosatsu)
2. Nāgabodhi (龍智菩薩, Ryūchi-bosatsu)
3. Vajrabodhi (金剛智三蔵, Kongōchi-sanzō)
4. Amoghavajra (不空三蔵, Fukū-sanzō)
5. Śubhākarasiṃha (善無畏三蔵, Zenmui-sanzō)
6. Yī Xíng (一行禅師, Ichigyō-zenji)
7. Huìguǒ (恵果阿闍梨, Keika-ajari)
8. Kūkai (弘法大師, Kōbō-daishi)

## Die 7 Patriarchen der japanischenJodo-Shinshu
- Nāgārjuna
- Vasubandhu
- Tanluan
- Daochuo
- Shandao
- Genshin
- Hōnen